# Cacia butuana
Cacia butuana är en skalbaggsart. Cacia butuana ingår i släktet Cacia och familjen långhorningar.

## Underarter
Arten delas in i följande underarter:
- C. b. butuana
- C. b. negria